# Бенко Котруљевић
Бенко Котруљевић (Дубровник 1400 — 1468. Л'Аквила) био је дубровачки трговац, економиста и дипломата.

## Биографија
Рођен је у угледној дубровачкој породици и стекао је добро образовање. Живот је провео и на напуљском двору, где је био у служби арагонског краља Алфонза V. Познат је по свом делу О трговини и савршеном трговцу (итал. Della mercatura et del mercante perfetto). Књига је написана у Сорбо Серпику 1458. а штампана у Млетачкој републици. Књига се сматра за први приручник за трговање и књиговодство. Најавио је долазак двоструког књиговођења Луке Паћиолија из 1494. Написао је и књигу О пловидби (De navigatione).